# Family Channel
Family Channel (av "television" + "cartoon") är en engelskspråkig TV-kanal ägd av WildBrain, som främst sänder tecknade filmer och TV-serier om dagarna. På sena kvällar och nätter sänder man program riktade till äldre tonåringar samt vuxna. Kanalen använder sig av två olika tidsscheman, ett för västra Kanada och ett för östra.